# Prey (Eure)
Prey é uma comuna francesa na região administrativa da Normandia, no departamento de Eure. Estende-se por uma área de 8,09 km², com 841 habitantes, segundo os censos de 1999, com uma densidade 104 hab/km².